# Gloster II
Dimensions
Le Gloster II est un hydravion de course britannique des années 1920. C'était un monoplace monomoteur biplan. Deux exemplaires furent construits pour la course 1924 de la Coupe Schneider. Le crash du premier prototype lors des tests ne permit pas aux Anglais d'être prêts pour la course. Celle-ci fut donc reportée sur décision des organisateurs américains. Le deuxième avion fut également détruit lors d'un crash.

## Conception et développement
La course de 1923 de la Coupe Schneider fut gagnée par l'US Marine avec le Curtiss CR-3 qui domina dès le départ le concurrent de la Grande-Bretagne, un Supermarine Sea Lion III . À la différence des années précédentes, où l'avion anglais avait été financé par le secteur privé, le Ministère de l'Air Britannique commanda deux hydravions de course à la Gloster Aircraft Company pour participer à la course de 1924 .
Le Gloster II fut développé à partir du modèle précédent, le Gloster I qui avait remporté la course annuelle Aerial Derby durant trois ans (entre 1921 et 1923) et avait tenté en vain de battre le record du Monde de vitesse en vol en 1922 . C'était un petit monoplace biplan de construction en bois recouvert de tissu et motorisé par un moteur Napier Lion. Il avait une envergure très courte et un train d'atterrissage à deux flotteurs, avec des radiateurs montés sur les entretoises supportant les flotteurs .
Le premier avion (N° de série J7504) fut prêt pour les essais en vol en septembre 1924 . Cependant, lors d'une tentative d’amerrissage après son premier vol d'essai, le 19 septembre 1924, le train d'atterrissage s'effondra et l'avion coula. Le pilote Hubert Broad s'en sorti indemne ,. Les britanniques n'ayant pas assez de temps pour préparer le deuxième avion pour la course prévue pour octobre, et comme aucune autre nation européenne n'était prête pour participer à la course, les américains décidèrent de reporter l'épreuve jusqu'en 1925 .
Le deuxième avion fut converti en version terrestre afin de tester les équipements en vol devant être utilisés sur le Gloster III pour la compétition de 1925. Il fut perdu dans un atterrissage à grande vitesse à la RAF de Cranwell à la suite d'une rupture de gouverne de profondeur en juin 1925. Le pilote, Larry Carter, fut sérieusement blessé, avec une fracture du crâne ,.

## Opérateur
Royaume-Uni
- Royal Air Force